# Spilogona megastoma
Spilogona megastoma este o specie de muște din genul Spilogona, familia Muscidae. A fost descrisă pentru prima dată de Karl Henrik Boheman în anul 1865. Conform Catalogue of Life specia Spilogona megastoma nu are subspecii cunoscute.